# Cyclisme aux Jeux olympiques d'été de 1924
Navigation
Anvers 1920 Amsterdam 1928

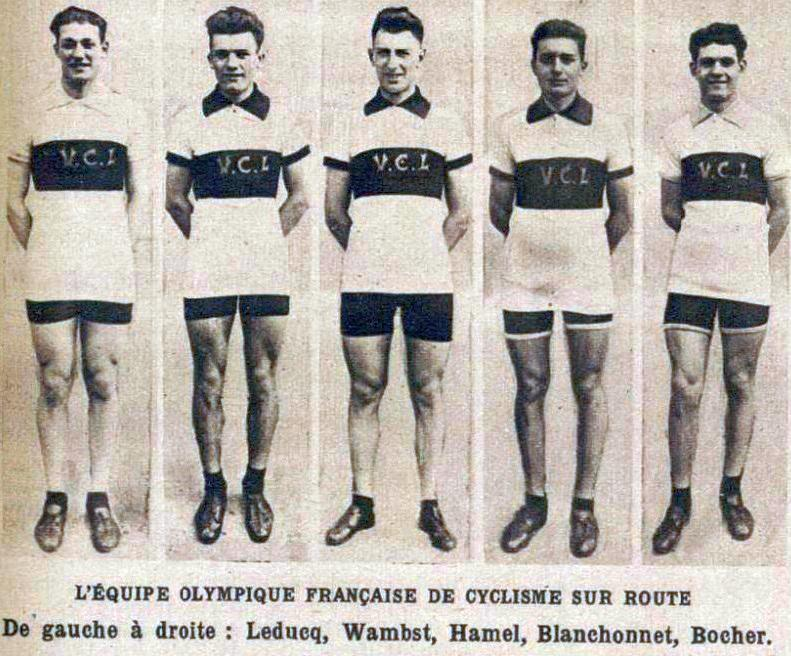
L'équipe de France cycliste olympique sur route en 1924, médaillée d'or.

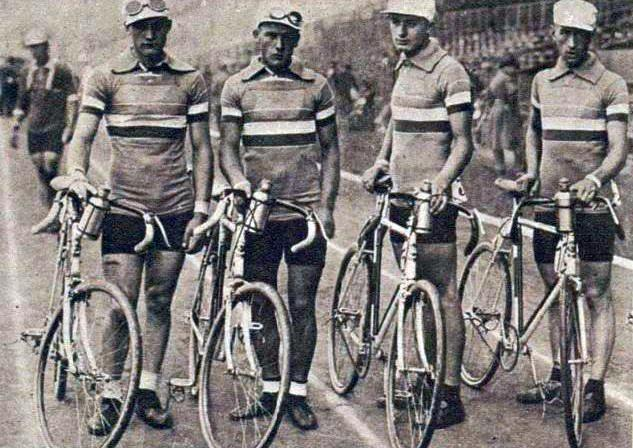
La même équipe lors de la compétition.

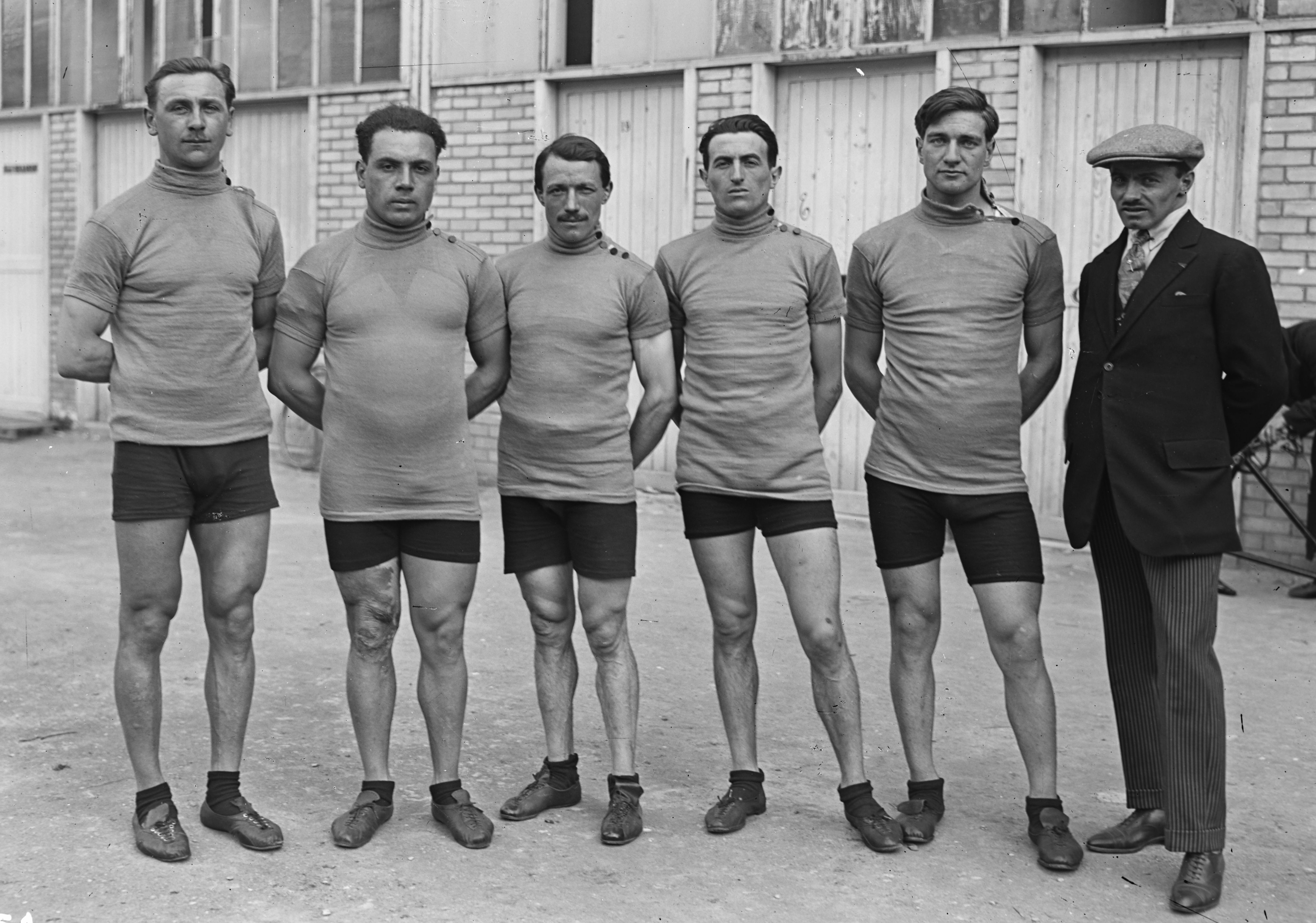
Équipe de France de poursuite sur piste.

Aux Jeux olympiques d'été de 1924, il existe deux disciplines de cyclisme : le cyclisme sur piste, le cyclisme sur route.
Les épreuves de cyclisme sur piste ont lieu au vélodrome municipal de Vincennes.

## Résultats
| Podiums                       |                                                                               |                                                                         |                                                                                |
| Route                         |                                                                               |                                                                         |                                                                                |
| Course sur route individuelle | Armand Blanchonnet                                                            | Henri Hoevenaers                                                        | René Hamel                                                                     |
| Course par équipes            | France Armand Blanchonnet René Hamel Georges Wambst                           | Belgique Henri Hoevenaers Alphonse Parfondry Jean Van Den Bosch         | Suède Gunnar Sköld Erik Bohlin Ragnar Malm                                     |
| Piste                         |                                                                               |                                                                         |                                                                                |
| 50 kilomètres                 | Ko Willems                                                                    | Cyril Alden                                                             | Harry Wyld                                                                     |
| Vitesse individuelle          | Lucien Michard                                                                | Jacob Meijer                                                            | Jean Cugnot                                                                    |
| Tandem                        | France Lucien Choury Jean Cugnot                                              | Danemark Edmund Hansen Willy Falck Hansen                               | Pays-Bas Gerard Bosch van Drakestein Maurice Peeters                           |
| Poursuite par équipes         | Italie Francesco Zucchetti Angelo de Martini Alfredo Dinale Aleardo Menegazzi | Pologne Tomasz Stankiewicz Franciszek Szymczyk Józef Lange Jan Lazarski | Belgique Jean Van Den Bosch Léonard Daghelinckx Henri Hoevenaers Fernand Saive |

## Tableau des médailles
| Rang | Nation          | Or | Argent | Bronze | Total |
| ---- | --------------- | -- | ------ | ------ | ----- |
| 1    | France          | 4  | 0      | 2      | 6     |
| 2    | Pays-Bas        | 1  | 1      | 1      | 3     |
| 3    | Italie          | 1  | 0      | 0      | 1     |
| 4    | Belgique        | 0  | 2      | 1      | 3     |
| 5    | Grande-Bretagne | 0  | 1      | 1      | 2     |
| 6    | Danemark        | 0  | 1      | 0      | 1     |
| 6    | Pologne         | 0  | 1      | 0      | 1     |
| 8    | Suède           | 0  | 0      | 1      | 1     |